# Delicias (metropolitana di Madrid)
Delicias è una stazione della linea 3 della metropolitana di Madrid.
Si trova sotto al Paseo de las Delicias nel distretto di Arganzuela.
L'omonima stazione di Cercanías è situata nelle immediate vicinanze rispetto alla stazione della metropolitana, tuttavia non esiste una connessione diretta sotterranea tra le linee.
Nei pressi della stazione si trova l'antica stazione ferroviaria di Delicias, oggi sede del Museo del Ferrocarril.

## Storia
La stazione fu aperta al pubblico il 26 marzo 1949 nell'ambito dell'ampliazione della linea 3 verso sud.

## Accessi
Ingresso Ciudad Real
- Ciudad Real Paseo de las Delicias 60
- Paseo de las Delicias, dispari Paseo de las Delicias 61
- Ascensore Paseo de las Delicias 58

Ingresso Cáceres 
- Cáceres Paseo de las Delicias 78 (angolo con Calle de Cáceres)